# Franz Peterelli
Franz Peterelli (* 23. Februar 1847 in Savognin; † 22. Februar 1907 ebenda) war ein Schweizer Landwirt, Jurist und Politiker (katholisch-konservativ).

## Leben

### Familie
Franz Peterelli entstammte der Familie Peterelli, die seit dem frühen 17. Jahrhundert in Savognin ansässig war.
Er war der jüngste Sohn des Politikers Remigius Peterelli und dessen Ehefrau Johanna, die Tochter des Majors Christian de Latour aus Breil/Brigels.
1877 heiratete er Maria, die Tochter des Landwirtschaftspolitikers Johann Rudolf von Toggenburg; gemeinsam hatten sie eine Tochter.
Er war ein Freund und Förderer des Malers Giovanni Segantini.

### Werdegang
Nach dem Besuch der Bündner Kantonsschule in Chur, immatrikulierte Franz Peterelli sich an der Universität Bonn zu einem Studium der Rechtswissenschaften und setzte dieses später an der Universität Heidelberg und der Universität München fort; er beendete das Studium mit seiner Promotion zum Dr. jur.
Er war als Landwirt und Advokat in Savognin tätig.
Von 1900 bis zu seinem Tod war er Kantonsrichter.
Er war von 1897 bis 1906 Mitglied des Verwaltungsrats der Rhätischen Bahn und von 1896 bis 1898 der Vereinigten Schweizerbahnen.

### Politisches Wirken
Franz Peterelli war ein föderaldemokratischer Bündner Landwirtschafts- und Eisenbahnpolitiker, der sich unter anderem für die Rindviehversicherung, das kantonale Eisenbahngesetz vom 1. Juli 1897, das das finanzielle Engagement des Kantons regelte, und den Ausbau der Rhätischen Bahn einsetzte.
Von 1879 bis 1885 war er Landammann des Kreises Oberhalbstein (siehe Kreis Surses) und von 1881 bis 1905 Bündner Grossrat; 1888 und 1896 war er Vizepräsident und er präsidierte den Grossrat von 1889 bis 1890.
1887 erfolgte seine Wahl als Statthalter in den Regierungsrat und er leitete von 1890 bis 1899 das Departement des Inneren und der Volkswirtschaft.
Er war vom 1. Juli 1899 bis zum 22. Februar 1907, als Nachfolger von Peter Conradin Romedi, katholisch-konservativer Ständerat.